# Злодійський закон
Злодійський закон (злодійські поняття, блатні поняття, злодійський кодекс) (рос. Воровской закон, воровские понятия, блатные понятия, воровской кодекс) — неписані правила і норми поведінки у злочинній спільноті у часи Радянського Союзу і на пострадянському просторі. Виробився в зв'язку з відокремленістю соціальної групи злочинців в умовах протидії державі. Злодійський закон прописаний у декількох країнах і він єдиний, це - Азербайджан, Вірменія, Білорусь, Грузія, Казахстан, Киргизстан, Латвія, Молдова, Росія, Таджикистан, Туркменістан, Узбекистан, Україна, Естонія. Відомо, що у Росії та України злодійський закон єдиний, 02.04.2022 злодії Республік поставили під знак "?" про Злодійський закон у Росії, щоб  Російські поняття не були спільні та єдині.

## Положення злодійського закону
Злодійський закон має декілька основних положень і таких, що з нього слідують, обов'язкових до виконання «правильними» людьми, які входять до даної субкультури. Всього існує сім основних положень:
1. Дотримання і підтримка «злодійської ідеї»;
2. Бути чесними по відношенню один до одного;
3. Залучення в своє середовище нових членів, переважно молоді;
4. Неприпустимість співпраці з правоохоронними органами;
5. Заборона на заняття політичною діяльністю;
6. Встановлювати владу злодіїв у законі в ВТТ і СІЗО;
7. Обов'язкове вміння грати в карти;

З вищеперелічених законів слідують додаткові закони (поняття):
1. Відмова від співробітництва з будь-якими владними структурами;
2. Ніколи не давати свідчення;
3. Ніколи не визнавати вини;
4. Не мати сім'ї;
5. Періодично «сідати» в місця позбавлення волі;
6. Не працювати ні за яких умов;
7. «Тримати» порядок в зоні, тобто розбирати конфлікти, не допускати сварок, різанини і т.д.;
8. Налагодити постачання ШІЗО - ПКТ;
9. Поповнення злодійського блага, тобто данини, що збирається з усіх засуджених, ув'язнених і інших осіб;
10. Шанувати батьків (особливо мати);
11. Не перебувати ні в яких партіях, комсомолі і т.д.;
12. Вчити правильного життя молодь, роз'яснювати, що таке правильні поняття;
13. Ніколи не прописуватися за місцем проживання;
14. Карткова гра між злодіями повинна бути чесною;
15. Заборона матюкатися;
16. Заборона мститися нишком;
17. Не красти у своїх (не крисятничати);
18. Не ображати мужиків.

З усіх цих положень випливає тюремний закон, тобто застосування положень злодійського закону під час перебування в місцях позбавлення волі:
1. Виділяти частку в общак[ru];
2. Не можна підняти руку на злодія в законі;
3. Поважати старших;
4. Шанувати батьків;
5. Непримиренне ставлення до доносів;
6. Заборона віднімати що б там не було у кого б то не було безпідставно;
7. Заборона пред'являти звинувачення без доказів;
8. Заборона ображати будь-яким чином;
9. Заборона матюкатися;
10. Підтримка сімейників;
11. Не вступати в секції, тобто не ставати червоними;
12. Не красти у своїх.

## Відступ від злодійського закону
За відступ, невиконання або порушення злодійського закону накладаються покарання. Відхилення від злодійського закону караються дуже жорстоко і невідворотно, що лежить в основі гарної організованості і згуртованості злочинного об'єднання. Винесене на сході злодіїв в законі рішення про покарання не може бути скасовано, і буде зроблено все можливе для виконання вироку, більш того, кожен «правильний» арештант (тобто той, що дотримується злодійського закону), який знає про прийняте покарання і зустрів того, хто ухиляється від нього, зобов'язаний реалізувати його. Для злодіїв в законі передбачені три види санкцій, які можуть бути винесені тільки на основі рішення злодійської сходки в результаті так званої «правилки», на якій схід злодіїв в законі визначає, чи були порушені злодійські закони і яке покарання належить, якщо порушення було:
1. За дрібні провини і відступи від закону може бути присуджено публічного ляпаса, дати ляпас може тільки рівний, тобто теж злодій в законі;
2. За сильні провини (в основному пов'язані з нецільовим витрачанням коштів «общака[ru]», допущення свавілля на ввіреній території і т. д.) злодій може бути «розкрадений», «розкоронований», тобто позбавлений статусу злодія в законі і переведений в нижчий ранг «мужиків»;
3. За особливі провини злодій в законі може бути вбитий.

Якщо ув'язнений не належить до вищої касти, то варіанти покарання набагато різноманітніші (в порядку посилення покарання): просто побиття; можуть «дати по вухах», тобто людина позбавляється займаного статусу і переходить з категорії блатних в категорію мужиків; ув'язнений може бути підданий остракізму — вигнаний з групи і перестає користуватися її підтримкою; ламання кінцівок для ув'язнених, які не можуть віддати борг (включаючи картковий) або не по закону побили когось; «парафін» — символічний акт мужеложства у вигляді проведення по губах провинного статевим членом; насильницький статевий акт, який також переводить ув'язненого в групу, яку найбільше зневажають, т.н. «півнів», «скривджених» і «опущених»; смерть — застосовується досить рідко, за найбрутальніші порушення злодійського закону, і повинна бути санкціонована місцевим «смотрящим» злодієм в законі або рішенням місцевих авторитетів. Також злочинець мусить відповідати за наколки, які має на своєму тілі. Якщо наколка не відповідає його життям або злочинець наколов її не по призначенню, за таке можуть побити та опустити в нищу касту, не обов'язково у касту опущених. Якщо людина не є злочинцем та не пов'язана із кримінальним світом, проте має подібні наколки, за таке може бути кровава розплата.

## Походження злодійського закону
Через посилення боротьби зі злочинним елементом і злочинним співтовариством у СРСР у 1930-х роках, що посилилась у зв'язку з колективізацією і голодом початку 30-х, злочинні співтовариства почали згуртовуватися в більш організовані групи. Основною об'єднавчою силою злочинного світу стала тенденція неполітичної протидії і непокори владі, а його елітою стали «злодії у законі», які називали себе хранителями кримінальних традицій дореволюційної Росії.
У зв'язку з цим злодії в законі створили особливий кодекс поведінки, свої звичаї і традиції, в число яких увійшли повне неприйняття суспільних норм і правил, у тому числі пов'язаних з сім'єю (злодій у законі ні за яких обставин не повинен був мати постійних зв'язків із жінками) і не менш повну заборону на будь-яку співпрацю з державними органами: як у формі участі у організованих ними громадських заходах, так і сприяння судово-слідчим органам у розслідуванні злочинів.
У 1940-х роках ці традиції нарешті призвели до майже цілковитого знищення цієї злочинної спільноти у історичній формі: під час німецько-радянської війни багато з «злодіїв в законі» відповіли згодою на пропозицію влади вступити в ряди Червоної армії задля захисту своєї батьківщини від ворога (так звані «суки»). Після перемоги на Німеччиною вони повернулися у табори де між ними і «законниками», які не відступили від традицій злочинного середовища розпочалася так звана «суча війна», унаслідок якої обидві сторони зазнали значних втрат.